# Древнешведский язык
Древнешведский язык (швед. fornsvenska) — период в истории шведского языка, традиционно разделяемый на рунический шведский (ок. 800—1225 гг.), классический древнешведский (ок. 1225—1375 гг.) и поздний древнешведский (ок. 1375—1526 гг.).
Древнешведский язык развился из восточноскандинавских диалектов древнескандинавского языка. Самые ранние формы шведского и датского языка, на которых говорили в период между 800 и 1100 гг., были диалектами восточноскандинавского языка и называются руническим шведским и руническим датским соответственно, так как в то время все тексты были написаны рунами. Но их различия были незначительными, и эти диалекты начали действительно расходиться примерно к XII веку, становясь древнешведским и древнедатским в XIII веке.
Классический древнешведский значительно отличался от современного шведского языка: у него была более сложная падежная структура и он ещё не испытал сокращение категории рода. Существительные, прилагательные, местоимения и определённые числительные склонялись по четырём падежам: именительному, родительному, дательному и винительному.

## Развитие

### Классический древнешведский

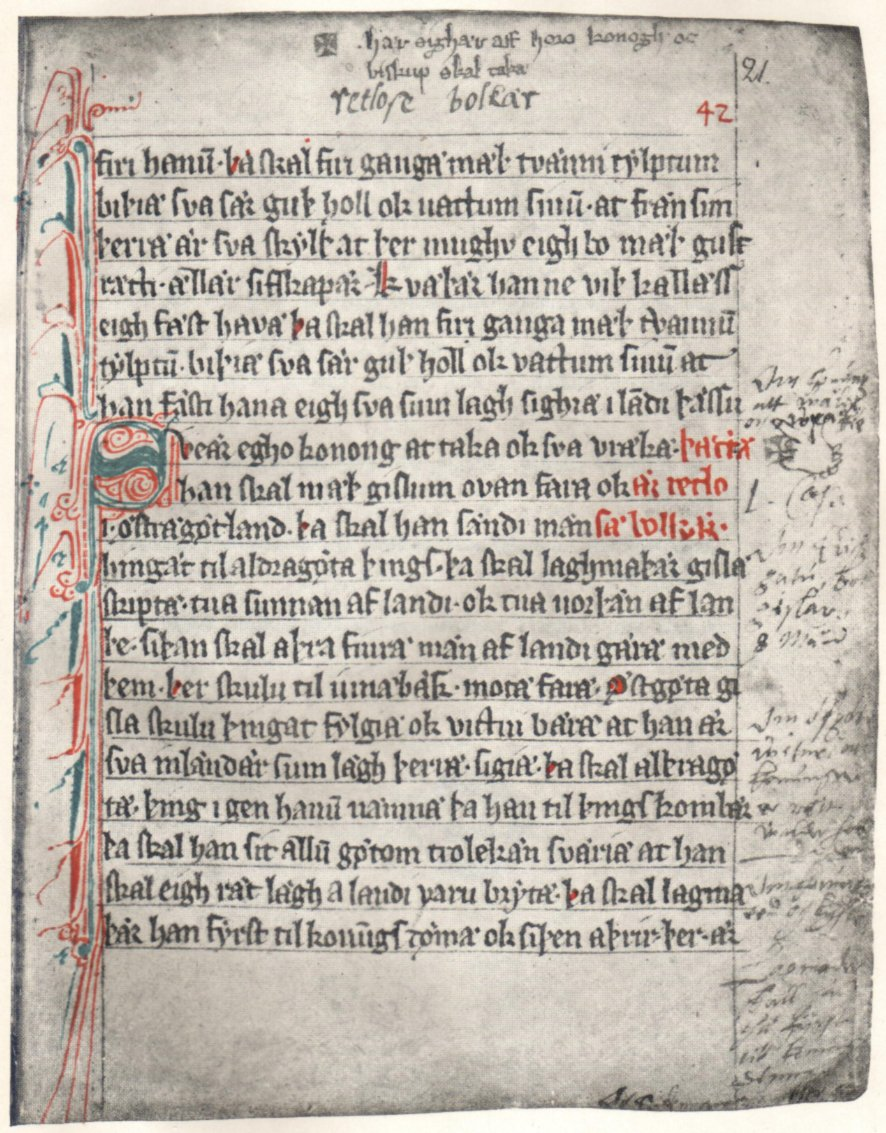
Страница из свода Äldre Västgötalagen (вестготского закона), гражданского кодекса, используемого в Вестергётланде c 1280-х

Написание Вестготского закона отметило начало классического древнешведского (1225—1375 гг.). Это был первый древнешведский документ, написанный латиницей, его древнейший фрагмент датируется 1225 годом.
Древнешведский был относительно стабилен в течение этого периода. Фонологическая и грамматическая системы, унаследованные от древнескандинавского языка, были довольно хорошо сохранены и не испытывали значительных изменений. Большинство текстов этого периода написаны на латыни, так как это был язык науки и церкви. Однако древнешведский язык также использовался как книжный, в основном на нём писали законы; из 28 сохранившихся рукописей этого периода, 24 — тексты законов. Большая часть данных о древнешведском языке берётся из этих законов. В дополнении к законам, на древнешведском языке также было написано несколько религиозных и поэтических текстов.

### Поздний древнешведский
В отличие от стабильного классического древнешведского периода, поздний древнешведский (1375—1526 гг.) подвергся многим изменениям, включая упрощение грамматической системы и сдвиг гласных, так что в XVI веке язык мало чем отличался от современного. Печать Нового Завета в 1526 году обозначила начало современного шведского языка.
В этот период древнешведский язык усваивает большое количество новой лексики преимущественно из латыни, нижненемецкого и датского языка. После подписания договора о Кальмарской унии в 1397 году, датские книжники принесли даницизмы в письменный язык.

## Орфография
В древнешведском использовались буквы, которых нет в современном шведском: æ и ø использовались вместо современных ä и ö соответственно, а знак þ обозначал /ð/ (например, riþa — «ехать») и /θ/ (например, þing — «вещь»). Около 1375 года он был заменён на th и dh. Сочетание gh обозначало фрикативный звук (например, øgha — «глаз»).
Графема i могла обозначать фонемы /i/ и /j/ (например, siäl («душа») — själ в современном шведском языке). Долгота передавалась на письме, например fal — «падение» > falla — «падать» (в современном шведском языке — fall) и naal — «игла».
Комбинации букв aa и oe часто писались так, что одна буква находилась над другой и была меньшего размера, что привело к развитию современных букв å, ä и ö.

## Лингвистическая характеристика

### Фонология
В древнешведском языке корневой слог мог быть кратким (VC), долгим (V:C, VC:) или сверхдолгим (V:C:). В течение позднего древнешведского периода краткие корневые слоги (VC) были удлинены, а сверхдолгие (V:C:) — сокращены.
В раннем древнешведском было восемь гласных: /iː, yː, uː, oː, eː, aː, øː, ɛː/. Сдвиг гласных (швед. stora vokaldansen) произошёл в поздний древнешведский период и имел следующие последствия:
- [uː] перешло в [ʉː] (hūs [huːs] > hus [hʉːs], «дом»);
- [oː] перешло в [uː] (bōk [boːk] > bok [buːk], «книга»);
- [aː] перешло в [oː] (blā [blaː] > blå [bloː], «голубой»).

Консонантизм был практически таким же, как и в современном шведском языке, однако существовали также согласные /ð/ и /θ/, которые отсутствуют в современном языке.

### Морфология

#### Имя

##### Cуществительное

###### Классический древнешведский
Определеяющая разница между современным и древнешведским языками заключается в более сложной грамматической системе последнего. В древнешведском существительные, прилагательные, местоимения и некоторые числительные склонялись по четырём падежам (именительный, родительный, дательный и винительный), тогда как в современном шведском эта система исчезла полностью (исключая некоторые диалекты). Также было три грамматических рода (мужской, женский и средний), на сегодняшний день сохранившихся во многих диалектах, однако в стандартизированном языке осталось только два. Эти особенности древнешведского языка можно найти в современных исландском и фарерском языках, где склонение существительных почти идентично.
Было два склонения существительных: слабое и сильное. Слабые существительные мужского, женского и среднего рода склонялись отлично друг от друга. Имелось как минимум три группы сильных существительных мужского рода, три группы сильных существительных женского рода и одна группа сильных существительных среднего рода.
Виды основ
- Основы на гласную (сильное склонение)
  - основы на -a
    - на -a
    - на -ja
    - на -ia

  - основы на -ō
    - на -ō
    - на -jō
    - на -iō

  - основы на -i
  - основы на -u
- Основы на -n (слабое склонение)
  - на -an
  - на -ōn, -ūn
  - на -īn
- Основы на другие согласные
  - односложные основы
  - основы на -r
  - основы на -nd

Ниже представлено склонение слов fisker (рыба), sun (сын), siang (кровать), skip (корабль), biti (кусок) и vika (неделя):
|       |        | Муж.р. на a | Муж.р. на u | Жен.р. на ō | Ср.р. на a | Муж.р. на an | Жен.р. на ōn |
| ----- | ------ | ----------- | ----------- | ----------- | ---------- | ------------ | ------------ |
| Ед.ч. | Им.п.  | fisker      | sun         | siang       | skip       | biti         | vika         |
| Ед.ч. | Род.п. | fisks       | sunar       | siangar     | skips      | bita         | viku         |
| Ед.ч. | Дат.п. | fiski       | syni        | siangu      | skipi      | bita         | viku         |
| Ед.ч. | Вин.п. | fisk        | sun         | siang       | skip       | bita         | viku         |
| Мн.ч. | Им.п.  | fiskar      | synir       | siangar     | skip       | bitar        | vikur        |
| Мн.ч. | Род.п. | fiska       | suna        | sianga      | skipa      | bita         | vikna        |
| Мн.ч. | Дат.п. | fiskum      | sunum       | siangum     | skipum     | bitum        | vikum        |
| Мн.ч. | Вин.п. | fiska       | syni        | siangar     | skip       | bita         | vikur        |

###### Поздний древнешведский
К 1500 году число падежей в древнешведском уменьшилось с четырёх до двух (именительный и родительный). Дательный падеж, однако, сохранился в нескольких диалектах двадцатого века.
Помимо этого, исчезли отдельные системы склонения для существительных, местоимений и прилагательных мужского и женского рода в течение 15 века. В стандартном шведском языке осталось всего два рода, хотя во многих диалектах всё ещё сохранилось три. Старые формы дательного падежа личных местоимений стали формами прямого дополнения (honom, henne, dem; его, её, их), а -s стало чаще обозначать родительный падеж единственного числа.

##### Прилагательное
Прилагателные и некоторые числительные склонялись в соответствии с родом и падежом определяемого существительного. Ниже таблица, показывающая склонение слабых прилагательных.
|               | Муж.р. | Жен.р. | Ср.р.  |
| ------------- | ------ | ------ | ------ |
| Ед.ч. им.п.   | -i, -e | -a, -æ | -a, -æ |
| Ед.ч. косв.п. | -a, -æ | -u, -o | -a, -æ |
| Мн.ч.         | -u, -o | -u, -o | -u, -o |

#### Глагол
Глаголы в древнешведском спрягались по лицам и числам. Существовало четыре спряжения слабых и шесть групп сильных глаголов. Разница между слабыми и сильными глаголами в способе образования прошедшего времени (претерит): у сильных глаголов меняется гласная в корне, тогда как к слабым добавляется суффикс (þ, d or t). В позднем древнешведском система спряжения была упрощена, и исчезло согласование глаголов с подлежащем по лицу и числу.

##### Сильные глаголы
Ниже представлено спряжение глаголов bīta (кусать), biūþa (предлагать), værþa (становиться), stiæla (красть), mæta (измерять) и fara (идти).
| Сильные глаголы                            | Сильные глаголы | Сильные глаголы | Сильные глаголы | Сильные глаголы | Сильные глаголы | Сильные глаголы |
|                                            | Группа I        | Группа II       | Группа II       | Группа IV       | Группа V        | Группа VI       |
| ------------------------------------------ | --------------- | --------------- | --------------- | --------------- | --------------- | --------------- |
| Инфинитив                                  | bīta            | biūþa           | værþa; varþa    | st(i)æla        | m(i)æta         | fara            |
| Причастие прошедшего времени               | bītin           | buþin           | (v)urþin        | stulin; stolin  | m(i)ætin        | farin           |
| Причастие настоящего времени               | bītande         | biūþande        | værþande        | stiælande       | mætande         | farande         |
| Настоящее время изъявительного наклонения  |                 |                 |                 |                 |                 |                 |
| iak/jæk                                    | bīter           | biūþer          | værþer          | stiæler         | mæter           | farer           |
| þū                                         | bīter           | biūþer          | værþer          | stiæler         | mæter           | farer           |
| han/hōn/þæt                                | bīter           | biūþer          | værþer          | stiæler         | mæter           | farer           |
| vī(r)                                      | bītom           | biūþom          | værþom          | stiælom         | mætom           | farom           |
| ī(r)                                       | bītin           | biūþin          | værþin          | stiælin         | mætin           | farin           |
| þē(r)/þā(r)/þē                             | bīta            | biūþa           | værþa           | stiæla          | mæta            | fara            |
| Прошедшее время изъявительного наклонения  |                 |                 |                 |                 |                 |                 |
| iak/jæk                                    | bēt             | bøþ             | varþ            | stal            | mat             | fōr             |
| þū                                         | bētt            | bøþt            | varþt           | stalt           | mast            | fōrt            |
| han/hōn/þæt                                | bēt             | bøþ             | varþ            | stal            | mat             | fōr             |
| vī(r)                                      | bitum           | buþum           | (v)urþom        | stālom          | mātom           | fōrom           |
| ī(r)                                       | bitin           | buþin           | (v)urþin        | stālin          | mātin           | fōrin           |
| þē(r)/þā(r)/þē                             | bitu            | buþu            | (v)urþo         | stālo           | māto            | fōro            |
| Настоящее время сослагательного наклонения |                 |                 |                 |                 |                 |                 |
| iak/jæk                                    | bīte            | biūþe           | værþe           | stiæle          | mæte            | fare            |
| þū                                         | bīte            | biūþe           | værþe           | stiæle          | mæte            | fare            |
| han/hōn/þæt                                | bīte            | biūþe           | værþe           | stiæle          | mæte            | fare            |
| vī(r)                                      | bītom           | biūþom          | værþom          | stiælom         | mætom           | farom           |
| ī(r)                                       | bītin           | biūþin          | værþin          | stiælin         | mætin           | farin           |
| þē(r)/þā(r)/þē                             | bītin           | biūþin          | værþin          | stiælin         | mætin           | farin           |
| Прошедшее время сослагательного наклонения |                 |                 |                 |                 |                 |                 |
| iak/jæk                                    | biti            | buþi            | (v)urþe         | stāle           | māte            | fōre            |
| þū                                         | biti            | buþi            | (v)urþe         | stāle           | māte            | fōre            |
| han/hōn/þæt                                | biti            | buþi            | (v)urþe         | stāle           | māte            | fōre            |
| vī(r)                                      | bitum           | buþum           | (v)urþom        | stālom          | mātom           | fōrom           |
| ī(r)                                       | bitin           | buþin           | (v)urþin        | stālin          | mātin           | fōrin           |
| þē(r)/þā(r)/þē                             | biti(n)         | buþi(n)         | (v)urþin        | stālin          | mātin           | fōrin           |
| Повелительное наклонение                   |                 |                 |                 |                 |                 |                 |
| þū                                         | bīte            | biūþe           | værþ            | stiæle          | mæte            | fare            |
| vī(r)                                      | bītom           | biūþom          | værþom          | stiælom         | mætom           | farom           |
| ī(r)                                       | bītin           | biūþin          | værþin          | stiælin         | mætin           | farin           |

##### Слабые глаголы
Слабые глаголы разделены на четыре класса:
- Первое спряжение: глаголы на -a(r), -ā(r) в настоящем времени. К этому классу принадлежит большинство глаголов.
- Второе спряжение: глаголы на -e(r), -æ(r) в настоящем времени.
- Третье спряжение: глаголы на -i(r), -ø(r) в настоящем времени.
- Четвертое спряжение: эти глаголы спрягаются в большей или меньшей степени иррегулярно. Таких глаголов всего около двадцати.

Помимо четырёх спряжений, слабые глаголы также поделены на три следующих класса, в зависимости от окончания прошедшего времени:
- I: -þe
- II: -de
- III: -te

#### Личные местоимения
Ниже приведена таблица личных местоимений древнешведского языка:
|        | Единственное число | Единственное число | Единственное число     | Множественное число | Множественное число | Множественное число     |
|        | 1 лицо             | 2 лицо             | 3 лицо муж./жен./ср.р. | 1 лицо              | 2 лицо              | 3 лицо муж./жен./ср.р.  |
| ------ | ------------------ | ------------------ | ---------------------- | ------------------- | ------------------- | ----------------------- |
| Им.п.  | iak, jæk           | þu                 | han / hon / þæt        | vi(r)               | i(r)                | þe(r) / þa(r) / þe, þøn |
| Род.п. | min                | þin                | hans / hænna(r) / þæs  | var(a)              | iþer, iþra          | þera / þera / þera      |
| Дат.п. | mæ(r)              | þæ(r)              | hanum / hænni / þy     | os                  | iþer                | þem / þem / þem         |
| Вин.п. | mik                | þik                | han / hana / þæt       | os                  | iþer                | þa / þa(r) / þe, þøn    |

#### Числительные
Числа от одного до четырёх склоняются по всем четырём падежам и трем числам. В таблице даны формы именительного падежа. Числа больше четырёх не склоняются.
|    | Древнешведский              | Шведский                      |    | Древнешведский | Шведский             |
| 1  | ēn, ēn, ēt                  | en, (диалект. f. e, ena), ett | 11 | ællivu         | elva                 |
| 2  | twē(r), twār, tū            | två, tu                       | 12 | tolf           | tolv                 |
| 3  | þrī(r), þrēa(r), þrȳ        | tre                           | 13 | þrættān        | tretton              |
| 4  | fiūri(r), fiūra(r), fiughur | fyra                          | 14 | fiughurtān     | fjorton              |
| 5  | fǣm                         | fem                           | 15 | fǣm(p)tan      | femton               |
| 6  | sæx                         | sex                           | 16 | sæxtān         | sexton               |
| 7  | siū                         | sju                           | 17 | siūtān         | sjutton              |
| 8  | ātta                        | åtta                          | 18 | atertān        | arton (арх. aderton) |
| 9  | nīo                         | nio                           | 19 | nītān          | nitton               |
| 10 | tīo                         | tio                           | 20 | tiughu         | tjugo                |

Числа 21-29, 31-39 и так далее формируются следующим образом: ēn (twēr, þrīr и т. д.) ok tiughu, ēn ok þrǣtighi и т. д.
|    | Древнешведский | Шведский   |      | Древнешведский | Шведский |
| 30 | þrǣtighi       | trettio    | 70   | siūtighi       | sjuttio  |
| 31 | ēn ok þrǣtighi | trettioett | 80   | āttatighi      | åttio    |
| 40 | fiūratighi     | fyrtio     | 90   | nīotighi       | nittio   |
| 50 | fǣmtighi       | femtio     | 100  | hundraþ        | hundra   |
| 60 | s(i)æxtighi    | sextio     | 1000 | þūsand         | tusen    |

### Синтаксис
Порядок слов в древнешведском был свободнее, чем в современном языке в связи с сложной системой глагола. Подлежащее могло быть опущено, примерно как в таких языкак, как испанский или латынь, так как структура глагола уже передавала всю необходиму информацию.
В именной группе определение в родительном падеже могло стоять и после, и перед определяемым словом, то есть можно было сказать и его дом, и дом его. То же самое относится и к местоимениям и прилагательным. В позднем древнешведском определение в родительном падеже стало гораздо реже использоваться и почти всегда ставится перед определяемым. Хотя, опять же, это произошло во всех диалектах (например, Västgötska).

## Примеры текстов

### Västgötalagen
Это выдержка из Закона Готланда (Västgötalagen), самого древнего непрерывного текста на шведском языке. Он был составлен в 13 веке и знаменует появление древнешведского языка.
Древнешведский:
Dræpær maþar svænskan man eller smalenskæn, innan konongsrikis man, eigh væstgøskan, bøte firi atta ørtogher ok þrettan markær ok ænga ætar bot. […] Dræpar maþær danskan man allæ noræn man, bøte niv markum. Dræpær maþær vtlænskan man, eigh ma frid flyia or landi sinu oc j æth hans. Dræpær maþær vtlænskæn prest, bøte sva mykit firi sum hærlænskan man. Præstær skal i bondalaghum væræ. Varþær suþærman dræpin ællær ænskær maþær, ta skal bøta firi marchum fiurum þem sakinæ søkir, ok tvar marchar konongi.
Современный шведский:
Dräper man en svensk eller en smålänning, en man ifrån konungariket, men ej en västgöte, så bötar man tretton marker och åtta örtugar, men ingen mansbot. […] Dräper man en dansk eller en norrman bötar man nio marker. Dräper man en utländsk man, skall man inte bannlysas utan förvisas till sin ätt. Dräper man en utländsk präst bötar man lika mycket som för en landsman. En präst räknas som en fri man. Om en sörlänning dräps eller en engelsman, skall han böta fyra marker till målsäganden och två marker till konungen.

### Жизнь святого Эрика
Этот текст об Эрике IX Святом (род. прим. 1120 — † 18 мая 1160) может быть найден «Codex Bureanus», собрании древшнешведских рукописей середины 14 века.
Hǣr viliom wī medh Gudz nādhom sighia medh faam ordhom aff thø̄m hælgha Gudz martire Sancto Ērīco, som fordum war konungher ī Swērīke. Bādhe aff ǣt ok ædle han war swā fast aff konunga slækt som aff androm Swērīkis høfdingiom. Sidhan rīkit var v̄tan forman, ok han var kiǣr allom lanzins høfdingiom ok allom almōganom, thā valdo thē han til konungh medh allom almōghans gōdhwilia, ok sattis hedherlīca ā konungx stool vidh Upsala.